# 1921 год в литературе

## События
- 1 февраля — в Доме Искусств в Петрограде создано содружество молодых писателей «Серапионовы братья».

- 16 октября — Максим Горький уезжает из России.

## Премии

### Международные
- Нобелевская премия по литературе — Анатоль Франс, «За блестящие литературные достижения, отмеченные изысканностью стиля, глубоко выстраданным гуманизмом и истинно галльским темпераментом».

### США
- Пулитцеровская премия в категории драматического произведения для театра — Мисс Лулу Бетт, «Гейл Зона»
- Пулитцеровская премия в категории художественное произведение, написанное американским писателем,— Эдит Уортон, «Эпоха невинности»
- Пулитцеровская премия в категории поэзия — не присуждалась

### Франция
- Гонкуровская премия — Рене Маран, роман «Батуала»[1]
- Премия Фемина — Раймон Эсколье, «Кантегриль»

## Книги

### Романы
- «Два мира» — роман Владимира Зазубрина — первый советский роман.
- «Земляные фигуры» — роман Джеймса Кейбелла.
- «Арочный мост» — сатирический роман Жоржа Сименона.
- «Несокрушимый Арчи» — роман Пэлема Грэнвила Вудхауза.
- «Сдаётся в наём» — последняя часть романа «Сага о Форсайтах» Джона Голсуорси.
- «Скарамуш» — роман Рафаэля Сабатини.
- «Голый год» — роман Бориса Пильняка.
- «Необычайные похождения Хулио Хуренито» (полное название — «Необычайные похождения Хулио Хуренито и его учеников мосье Дэле, Карла Шмидта, мистера Куля, Алексея Тишина, Эрколе Бамбучи, Ильи Эренбурга и негра Айши, в дни Мира, войны и революции, в Париже, в Мексике, в Риме, в Сенегале, в Кинешме, в Москве и в других местах, а также различные суждения учителя о трубках, о смерти, о любви, о свободе, об игре в шахматы, о еврейском племени, о конструкции и о многом ином») — сатирический роман Ильи Эренбурга.
- «Белый доминиканец» — опубликован роман Густава Майринка.
- «Три солдата» — роман Джона Дос Пассоса[2].

### Пьесы
- «Мистерия-Буфф» — пьеса Владимира Маяковского.
- «Сюзанна и Тихий океан» («Сюзанна-островитянка») — пьеса Жана Жироду[3].
- «Волк за волком» — драма Алексея Чапыгина[4].
- «Замолксис, языческая мистерия» — философская мифологическая пьеса Лучиана Блага[5].

### Повести
- «По Уссурийскому краю» — повесть Владимира Арсеньева.
- «Записки обывателя» — повесть Дмитрия Фурманова.
- «Красный десант»— повесть Дмитрия Фурманова.
- «Бродяги» — повесть Вутираса Димостениса.
- «Трепет листа» — сборник новелл Сомерсета Моэма.

### Поэзия
- «Вёрсты» — сборник стихов Марины Цветаевой.
- «Исповедь хулигана» — сборник стихов Сергея Есенина.
- «Мойдодыр» — сказка в стихах Корнея Чуковского.
- «Шатёр» — сборник стихов Николая Гумилёва.
- «Цветы Мории» — сборник стихотворений Николая Рериха, опубликованный в Берлине.
- «Дым без отечества» — сборник стихов Дон-Аминадо[6].
- «Книга стихов» — первый стихотворный сборник Федерико Гарсии Лорки.
- «Тучелёт: Книга поэм» — сборник стихов Анатолия Мариенгофа.
- «Шаги пророка» — сборник философской лирики Лучиана Блага[5].
- «Град» — первый опубликованный сборник стихов Николая Оцупа[7].
- «Менестрель: Новейшие поэзы» — сборник стихов Игоря Северянина, опубликованный в Берлине[8].

## Поэмы
- «Первое свидание» — поэма Андрея Белого.
- «Пугачёв» — драматическая поэма Сергея Есенина[9][10].

## Мемуары
- «История моего современника» — автобиографический роман Владимира Галактионовича Короленко.

## Родились
- 5 января — Фридрих Дюрренматт, швейцарский прозаик (умер в 1990).
- 19 января — Патриция Хайсмит, американская писательница (умерла в 1995).
- 30 января — Иван Петрович Шамякин, белорусский писатель (умер в 2004).
- 18 февраля — Жамбын Пурэв, монгольский писатель, лауреат Государственной премии Монголии (умер в 2011).
- 1 марта — Ричард Уилбер, американский поэт, лауреат двух Пулитцеровских премий (умер в 2017).
- 23 марта — Джеймс Блиш, американский писатель-фантаст (умер в 1975).
- 14 апреля — Леонид Израилевич Лиходеев, русский писатель, поэт (умер в 1994).
- 11 мая — Альфред Круклис, латвийский поэт-песенник (умер в 2003).
- 12 мая — Фарли Макгилл Моуэт, канадский писатель, биолог (умер в 2014).
- 20 мая — Вольфганг Борхерт, немецкий писатель, драматург и поэт (умер в 1947).
- 21 мая — Кулвант Сингх Вирк, пенджабский писатель (умер в 1987).
- 24 июня — Аманда Беренгер, уругвайская поэтесса и писательница (умерла в 2010).
- 11 августа — Алекс Хейли, американский писатель (умер в 1992).
- 13 августа — Имре Шаркади, венгерский прозаик, драматург, журналист (умер в 1961).
- 22 августа — Сергей Сергеевич Орлов, русский советский поэт и сценарист (умер в 1977).
- 9 сентября — Соломон Константинович Апт, российский и советский переводчик и филолог (умер в 2010).
- 25 сентября — Синтио Витьер, кубинский поэт, писатель, эссеист (умер в 2009).
- 10 октября —Тадеуш Ружевич, польский писатель, поэт, драматург (умер в 2014).
- 15 октября — Марио Пьюзо, американский писатель (умер в 1999).
- 2 ноября — Александр Михайлович Ревич, русский поэт и переводчик (умер в 2012).
- 1 ноября — Ильзе Айхингер, австрийская писательница (умерла в 2016).
- 11 ноября — Балаш Азероглу, народный поэт Азербайджана (умер в 2011).
- 18 ноября — Чабуа Ираклиевич Амирэджиби, грузинский советский писатель, классик грузинской литературы XX века (умер в 2013).
- 12 декабря — Ханс-Роберт Яусс, немецкий немецкий историк и теоретик литературы (умер в 1997).
- Точная дата неизвестна:
  - Султаниягийн Магауия, народный писатель Монголии.

## Скончались
- 29 января — Антонио Дуарте Гомес Леаль (р. 1848), португальский поэт.
- 22 марта — Эрнест Хорнунг, британский писатель (родился в 1866).
- 12 апреля — Баймагамбет Изтолин, казахский поэт (род. в 1899)[11].
- 12 мая — Эмилия Пардо Басан, испанская писательница (родился в 1851).
- 18 июня — Эдуардо Асеведо Диас, уругвайский писатель-реалист, журналист и политик (родился в 1851)
- 30 июля — Луиза Альборн, немецкая писательница (род. в 1834).
- 25 августа — Николай Гумилёв, русский поэт (родился в 1886).
- 22 сентября — Иван Минчов Вазов, болгарский писатель и общественный деятель (родился в 1850).
- 8 ноября — Павол Орсаг Гвездослав, словацкий поэт (род. 1849).
- 25 декабря — Владимир Галактионович Короленко, русский писатель (родился в 1853).
- 31 декабря — Нина Александровна Арнольди, русская писательница, переводчица (родилась в 1843).
- Адольф Авраам Коркис, польский писатель
- Йекун Вали-ад-дин, египетский писатель род. в 1873).